# Anatoborus grayi
 (mai 2025).
Genre
Espèce
Anatoborus grayi, unique représentant du genre Anatoborus, est une espèce d'araignées aranéomorphes de la famille des Uloboridae.

## Distribution
Cette espèce est endémique de l'île Lord Howe en Nouvelle-Galles du Sud en Australie.

## Description
La carapace du mâle holotype mesure 1,00 mm de long sur 0,80 mm et l'abdomen 1,80 mm de long sur 1,00 mm et la carapace de la femelle paratype 1,13 mm de long sur 0,96 mm et l'abdomen 1,80 mm de long sur 1,00 mm.

## Systématique et taxinomie
Cette espèce a été décrite par Milledge en 2025.
Ce genre a été décrit par Milledge en 2025 dans les Uloboridae.

## Étymologie
Cette espèce est nommée en l'honneur de Michael R. Gray (1941-2023).

## Publication originale
- Milledge, 2025 : «Anatoborus gen. nov.: a new genus of Uloboridae (Arachnida: Araneae) from Lord Howe Island, Australia.» Australian Journal of Taxonomy, vol. 93, p. 1-5 (texte intégral).